# Johnny Cash with His Hot and Blue Guitar
Johnny Cash with His Hot and Blue Guitar es el primer álbum de estudio del músico estadounidense Johnny Cash, publicado por la compañía discográfica Sun Records en octubre de 1957. El álbum, el primero publicado bajo el sello Sun Records, incluyó cuatro sencillos previamente publicados: «I Walk the Line», «Cry! Cry! Cry!», «So Doggone Lonesome» y «Folsom Prison Blues».
El 23 de julio de 2002, el sello Varesse Vintage reeditó el álbum con cinco temas extra, tres de ellos versiones alternativas de canciones originalmente publicadas en el disco. 

## Trasfondo
Cash hizo una prueba para firmar con la compañía Sun Records en 1955, pero falló a la hora de impresionar a su fundador, Sam Phillips, al presentarse como un cantante de góspel. El productor le dijo que regresara con un sonido más comercial, dado que no iba a vender discos góspel. Cash volvió con las canciones «Hey Porter!» y «Cry! Cry! Cry!», que fueron publicadas en su primer sencillo para Sun Records en julio de 1955. En la grabación, estuvo respaldado por Luther Perkins en la guitarra y por Marshall Grant en el bajo. «Cry! Cry! Cry!» obtuvo un notable éxito en la lista de éxitos de country, donde alcanzó la posición 14.
Su tercer sencillo, «Folsom Prison Blues», fue publicado en diciembre de 1955 y alcanzó el puesto cinco a comienzos de 1956. Su cuarto sencillo incluido en With His Hot and Blue Guitar, «I Walk the Line», mantuvo su éxito en las listas de country, donde alcanzó el primer puesto y se mantuvo durante seis semanas consecutivas.

## Lista de canciones
Todas las canciones escritas y compuestas por Johnny Cash excepto donde se anota. 
| N.º | Título                                    | Escritor(es)                | Duración |  |
| 1.  | «Rock Island Line»                        | Lead Belly                  | 2:11     |  |
| 2.  | «(I Heard That) Lonesome Whistle»         | Jimmie Davis, Hank Williams | 2:25     |  |
| 3.  | «Country Boy»                             |                             | 1:49     |  |
| 4.  | «If the Good Lord's Willing»              | Jerry Reed                  | 1:44     |  |
| 5.  | «Cry! Cry! Cry!»                          |                             | 2:29     |  |
| 6.  | «Remember Me (I'm the One Who Loves You)» | Stuart Hamblen              | 2:01     |  |
| 7.  | «So Doggone Lonesome»                     |                             | 2:39     |  |
| 8.  | «I Was There When It Happened»            | Jimmie Davis, Fern Jones    | 2:17     |  |
| 9.  | «I Walk the Line»                         |                             | 2:46     |  |
| 10. | «Wreck of the Old 97»                     | Tradicional                 | 1:48     |  |
| 11. | «Folsom Prison Blues»                     |                             | 2:51     |  |
| 12. | «Doin' My Time»                           | Jimmie Skinner              | 2:40     |  |

| Temas extra (reedición de 2002) |                                |              |          |  |
| N.º                             | Título                         | Escritor(es) | Duración |  |
| 13.                             | «Hey, Porter»                  |              | 2:14     |  |
| 14.                             | «Get Rhythm»                   |              | 2:15     |  |
| 15.                             | «I Was There When It Happened» | Davis, Jones | 2:18     |  |
| 16.                             | «Folsom Prison Blues»          |              | 2:34     |  |
| 17.                             | «I Walk the Line»              |              | 2:40     |  |

## Personal
- Johnny Cash: voz y guitarra acústica
- Luther Perkins: guitarra eléctrica
- Marshall Grant: contrabajo

## Posición en listas
| Año  | Sencillo              | Lista           | Posición |
| ---- | --------------------- | --------------- | -------- |
| 1955 | "Cry Cry Cry"         | Country Singles | 14       |
| 1956 | "Folsom Prison Blues" | Pop Singles     | 17       |
| 1956 | "Folsom Prison Blues" | Country Singles | 3        |
| 1955 | "So Doggone Lonesome" | Country Singles | 4        |
| 1956 | "I Walk the Line"     | Country Singles | 1        |
| 1956 | "I Walk the Line"     | Pop Singles     | 17       |